# Tabula recta

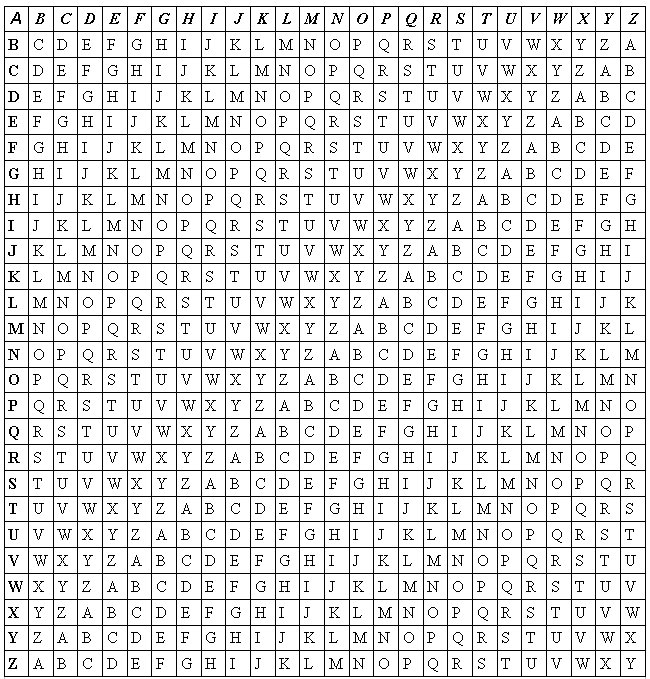
Die Tabula recta in moderner Darstellung

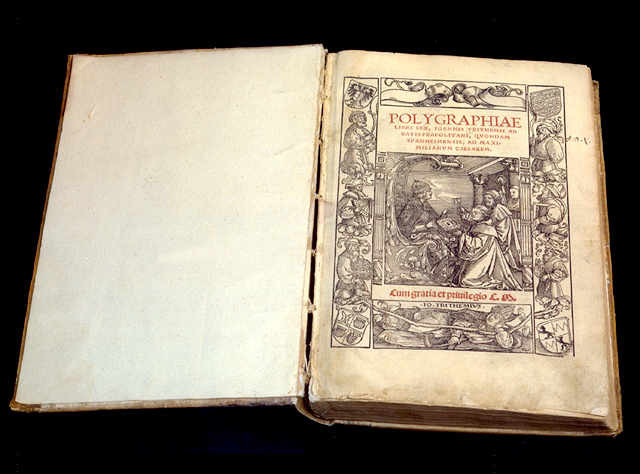
Die Polygraphiae des Johannes Trithemius enthält die erste Darstellung der Tabula recta

Die Tabula recta (von lateinisch Tabula = Tafel, Tabelle und rectus = gerade, regelmäßig, also deutsch etwa: Quadratische Tafel) ist eine quadratische Darstellung der Buchstaben des Alphabets, bei der in jeder Zeile die Buchstaben um einen Platz weiter nach links verschoben werden. Sie wurde durch den deutschen Benediktinerabt Johannes Trithemius (1462–1516) im Jahre 1508 im fünften Buch seines in lateinischer Sprache geschriebenen Werkes Polygraphiae libri sex (deutsch Sechs Bücher zur Polygraphie) angegeben. Dies ist das erste gedruckte Buch zum Thema Kryptographie. Es erschien erst im Jahre 1518 nach seinem Tod.
In der Originalfassung (siehe Weblinks: „Bild der authentischen Tabula recta“), von denen eine in der Bayerischen Staatsbibliothek in München aufbewahrt wird, enthält die in seinem Buch als Recta transpositionis tabula (wörtlich: Regelmäßig umgesetzte Tabelle) bezeichnete Tafel in Anlehnung an das archaische lateinische Alphabet nur die 24 Buchstaben a, b, c, d, e, f, g, h, i, k, l, m, n, o, p, q, r, s, t, u, x, y, z und w. Es fehlen j und v, denn zu seiner Zeit wurde noch nicht zwischen u und v sowie i und j unterschieden.
| Recta transpositionis tabula. a b c d e f g h i k l m n o p q r s t u x y z w b c d e f g h i k l m n o p q r s t u x y z w a c d e f g h i k l m n o p q r s t u x y z w a b d e f g h i k l m n o p q r s t u x y z w a b c e f g h i k l m n o p q r s t u x y z w a b c d f g h i k l m n o p q r s t u x y z w a b c d e g h i k l m n o p q r s t u x y z w a b c d e f h i k l m n o p q r s t u x y z w a b c d e f g i k l m n o p q r s t u x y z w a b c d e f g h k l m n o p q r s t u x y z w a b c d e f g h i l m n o p q r s t u x y z w a b c d e f g h i k m n o p q r s t u x y z w a b c d e f g h i k l n o p q r s t u x y z w a b c d e f g h i k l m o p q r s t u x y z w a b c d e f g h i k l m n p q r s t u x y z w a b c d e f g h i k l m n o q r s t u x y z w a b c d e f g h i k l m n o p r s t u x y z w a b c d e f g h i k l m n o p q s t u x y z w a b c d e f g h i k l m n o p q r t u x y z w a b c d e f g h i k l m n o p q r s u x y z w a b c d e f g h i k l m n o p q r s t x y z w a b c d e f g h i k l m n o p q r s t u y z w a b c d e f g h i k l m n o p q r s t u x z w a b c d e f g h i k l m n o p q r s t u x y w a b c d e f g h i k l m n o p q r s t u x y z In hac tabula literarum canonica siue recta tot ex uno & usuali nostro latinarum literarum ipsarum per mutationem seu transpositionem habes alphabeta, quot in ea per totum sunt monogrammata, uidelicet quater & uigesies quatuor & uiginti, quae faciunt in numero D.lxxvi. ac per to tidem multiplicata, paulo efficiunt minus quam quatuordecem milia. |

Deutsch: In dieser regelmäßigen oder viereckigen Tabelle von Buchstaben findet man durch Veränderung („per mutationem“) oder Umsetzung („transpositionem“) das gebräuchliche Alphabet unserer lateinischen Buchstaben, die in ihrer Gesamtheit Monogramme (einzelne Buchstaben) darstellen, nämlich 24 mal 24, das ergibt die Zahl von 576 und multipliziert man diese mit genauso vielen (24), ergibt sich ein wenig weniger als 14.000.
Trithemius benutzte also bereits im Jahr 1508 in seinem Buch die beiden wichtigen Begriffe (Permutation und Transposition), die auch für die modernen kryptographischen Verfahren (wie beispielsweise AES) noch immer die Grundlage darstellen. Seine Tabula recta hat in moderner Fassung mit allen 26 Großbuchstaben des lateinischen Alphabets unserer Zeit das im Bild (oben rechts) dargestellte Aussehen.
Trithemius benutzte seine Tafel, um eine Methode zur polyalphabetischen Verschlüsselung zu erläutern. Er schlug vor, den ersten Buchstaben der zu verschlüsselnden Nachricht mit Hilfe der ersten Zeile der Tabula recta zu verschlüsseln, den zweiten mit der zweiten Zeile, und so weiter. Damit erreichte er eine Einebnung des Häufigkeitsgebirges des Geheimtextes und vermied so einen wesentlichen Schwachpunkt der damals noch sehr gebräuchlichen Varianten der monoalphabetischen Verschlüsselungsverfahren, die aufgrund der charakteristischen Häufigkeiten der einzelnen Buchstaben mithilfe von statistischen Methoden relativ leicht gebrochen (entziffert) werden können. Heute bezeichnet man diese von Trithemius mit seiner Tabula recta vorgeschlagene Methode als „progressive Chiffrierung“, die beispielsweise bei der maschinellen Verschlüsselung noch immer verwendet wird. Allerdings kommen heute natürlich deutlich mehr als nur zwei Dutzend unterschiedliche Alphabete zur Anwendung.
Die Tabula recta findet außerdem Anwendung bei der vom französischen Kryptographen Blaise de Vigenère im Jahre 1585 vorgeschlagenen Vigenère-Verschlüsselung und wird häufig fälschlicherweise nach ihm auch als „Vigenère-Quadrat“ bezeichnet.
Allgemein spricht man auch dann von einer Tabula recta, wenn es sich um eine quadratische Anordnung von Buchstaben handelt, bei der sie zwar in jeder weiteren Zeile um einen Platz mehr verschoben sind, jedoch in der ersten (und damit auch in allen folgenden) nicht in alphabetischer Reihenfolge angeordnet sind. In solchen Fällen spricht der Kryptograph von einem „verwürfelten Alphabet“ (Näheres zur Erzeugung von Geheimalphabeten siehe: Geheimalphabeterstellung bei der  monoalphabetischen Substitution). Genau genommen ist schon Trithemius’ ursprüngliche Tafel von dieser Art, denn seiner Zeit gemäß ordnete er den Buchstaben w als letzten Buchstaben hinter dem z an.